# Декоративная капуста
Декоративная капуста, или брассика (тривиальное название во флористике, от латинского названия рода) — группа сортов капусты, которая выращивается в качестве декоративного растения. Чаще всего в эту группу входят сорта на основе безголовчатой разновидности капусты огородной (лат. Brassica oleracea var. acephala). Это растение известно своими яркими и красочными листьями, которые могут иметь оттенки от белого и розового до пурпурного и фиолетового, что делает его популярным в ландшафтном дизайне, осеннем оформлении садов и парков, флористике и декоре.
Несмотря на то, что декоративная капуста съедобна, её листья обычно не употребляются в пищу, так как по мере созревания могут становиться горькими и жёсткими. Она больше используется в декоративных целях, чем для кулинарии.
В ландшафтном дизайне декоративная капуста особенно популярна в осенний и зимний периоды, когда с наступлением холодов ассортимент декоративных растений сокращается, а у капусты наступает пик декоративности — при снижении температуры окружающего воздуха до +22…+23 °С днём и +4…+15 °C ночью в листьях капусты разрушается хлорофилл, накапливаются антоцианы, и её листья окрашиваются в более яркие цвета (подобно процессу в листьях деревьев), добавляя уюта в зимнем ландшафтном дизайне. Помимо этого, капуста сохраняет свой декоративный вид после гибели растения, примерно до температур −12 °С, а в регионах с мягкой зимой может сохранять декоративность до весны.
Культура декоративной капусты особо популярна в Японии, куда она попала в середине эпохи Эдо. Оттуда же происходит большинство современных сортов и гибридов. Японские селекционеры вывели большинство гибридов с гладкими, гофрированными, бахромчатыми и перьевыми листьями, которые сильно различаются по габитусу — имеют форму цветка розы, гребешка, кружева, у которых листовые пластинки гофрированные, курчавые либо рассечённые.

## Описание

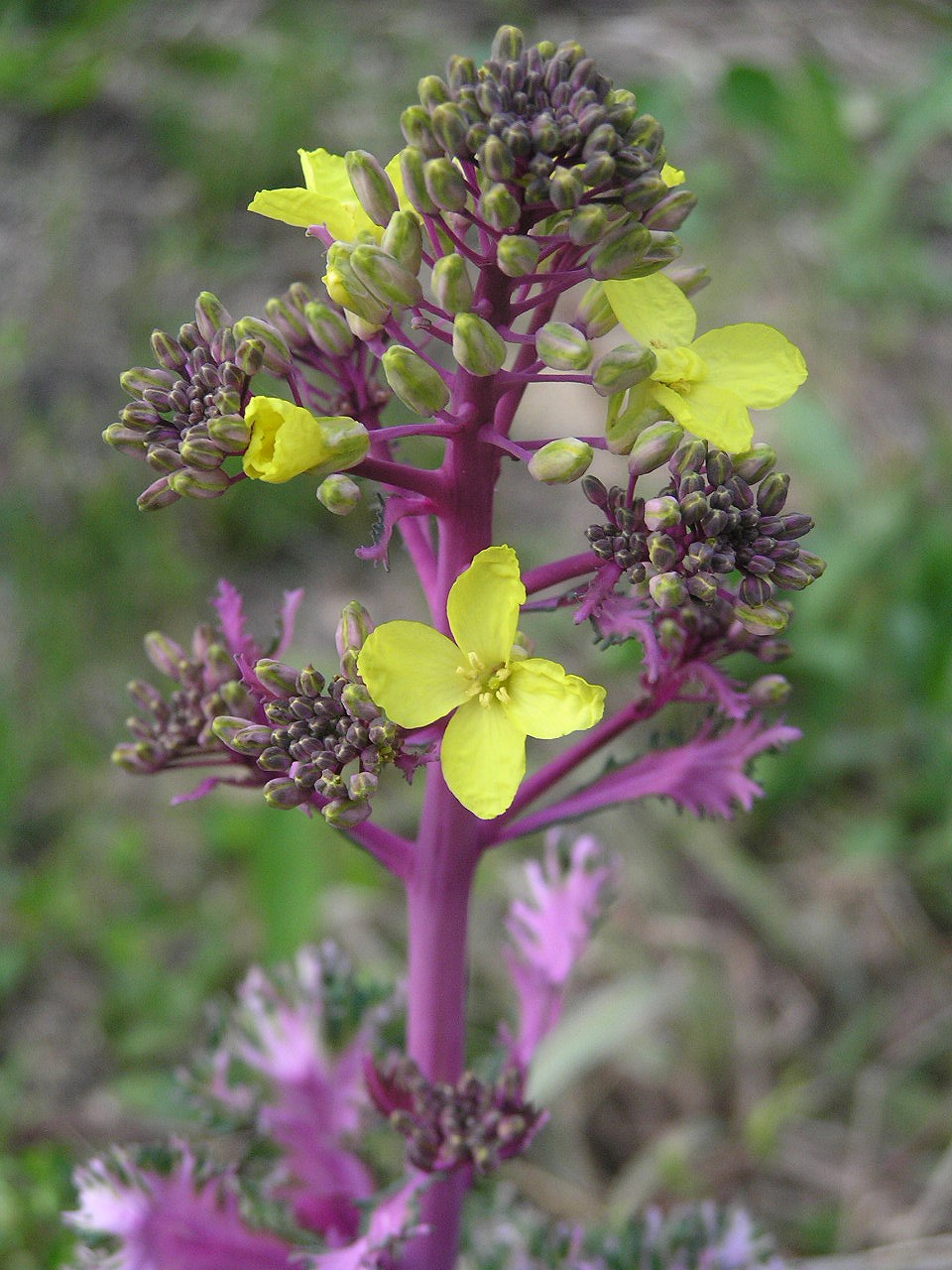
Соцветие

Декоративная капуста является двулетним растением, которое обычно выращивают как однолетнюю культуру, поскольку на второй год она выпускает малодекоративные цветоносы, а листва часто теряет декоративность после зимы. Хотя в районах с мягкой зимой, в частности в Японии, капусту иногда выращивают как многолетник, при этом на второй год побеги вытягиваются, нижние листья отмирают и стебель оголяется снизу, — получается форма «розетки на ножке» или «деревца», которое в Японии называют одори хаботан (яп. ハボタン, «танцующий листовой пион»).
В высоту растение достигает 20—130 см, в зависимости от сорта: выделяют низко- (до 40 см), средне- (до 50 см) и высокорослую (100—200 см) группу сортов. Максимальная высота растения для розеточных форм ограничена 60 см, в то время как для колоновидных и пальмовидных с огромными листьями высота может достигать 2 м. Существует направление селекции на создание карликовых, миниатюрных сортов, высотой до 15 см, предназначенных для выращивания в горшках вместе с виолой и другими небольшими цветочными культурами.

### Листья
Листья растения простые, голые, жёсткие. Внешний вид листьев сильно разнится от сорта. Окраска может быть различных цветов, включая зелёный, белый, розовый, фиолетовый, красный и пурпурный, тёмно-фиолетовый, почти чёрный. Внешняя сторона листьев часто зелёная или синеватая, в то время как центр растения окрашен в более яркие оттенки. Также существуют сорта с цветными переходами в рамках одного листа, с контрастным цветом жилок или краёв листа. Обычно листья покрыты восковым налётом, что делает окраску несколько приглушённой. По заявлению японской компании Takii, в 2012 году они получили первый гибрид Glossy Red F1 без налёта, что сделало окраску глянцевой и более яркой. Поверхность листа может быть гладкой, волнистой, морщинистой, в зависимости от сорта. По форме листья чаще всего округлые, но могут быть более заострёнными или вытянутыми. Существуют сорта с рассечёнными листьями, с глубокими разрезами или выростами на концах прожилок, благодаря которым растения напоминают причудливые кораллы или водоросли. Край листа может быть гладким, округлозубчатым, лопастным и курчавым. По курчавости листьев декоративные капусты делятся на фестонообразно-грубокурчавые, фестонообразно-тонкокурчавые и моховидно-курчавые. Листорасположение спиральное, листья могут образовывать розетки или располагаться на стебле более редко, создавая эффект классической облиственности или «пучка». По характеру расположения листвы капусту делят на: кочанные, полукочанные, розеточные, игольчатые и мозговые сортотипы. По габитусу некоторые сорта напоминают цветки роз или пионов. В английском языке существует два отдельных обиходных названия для разных типов сортов декоративной капусты:
- Ornamental cabbages — сорта с широкими округлыми листьями с образованием плотной набитой розетки, похожей на бутон розы, часто с контрастным цветом на краях,
- Ornamental kales — листовые сорта с глубоко рассечёнными, кудрявыми, оборчатыми или гофрированными листьями, которые по габитусу похожи на пальмы, кораллы, раскидистые кусты, перьевую метёлку.

### Цветки
Цветение декоративной капусты, как правило, не используется в декоративных целях, поскольку её ценность заключается именно в ярких, насыщенных листьях. Несмотря на это, растение может давать маленькие, невыразительные жёлтые цветки, похожие на соцветия рапса.

## История

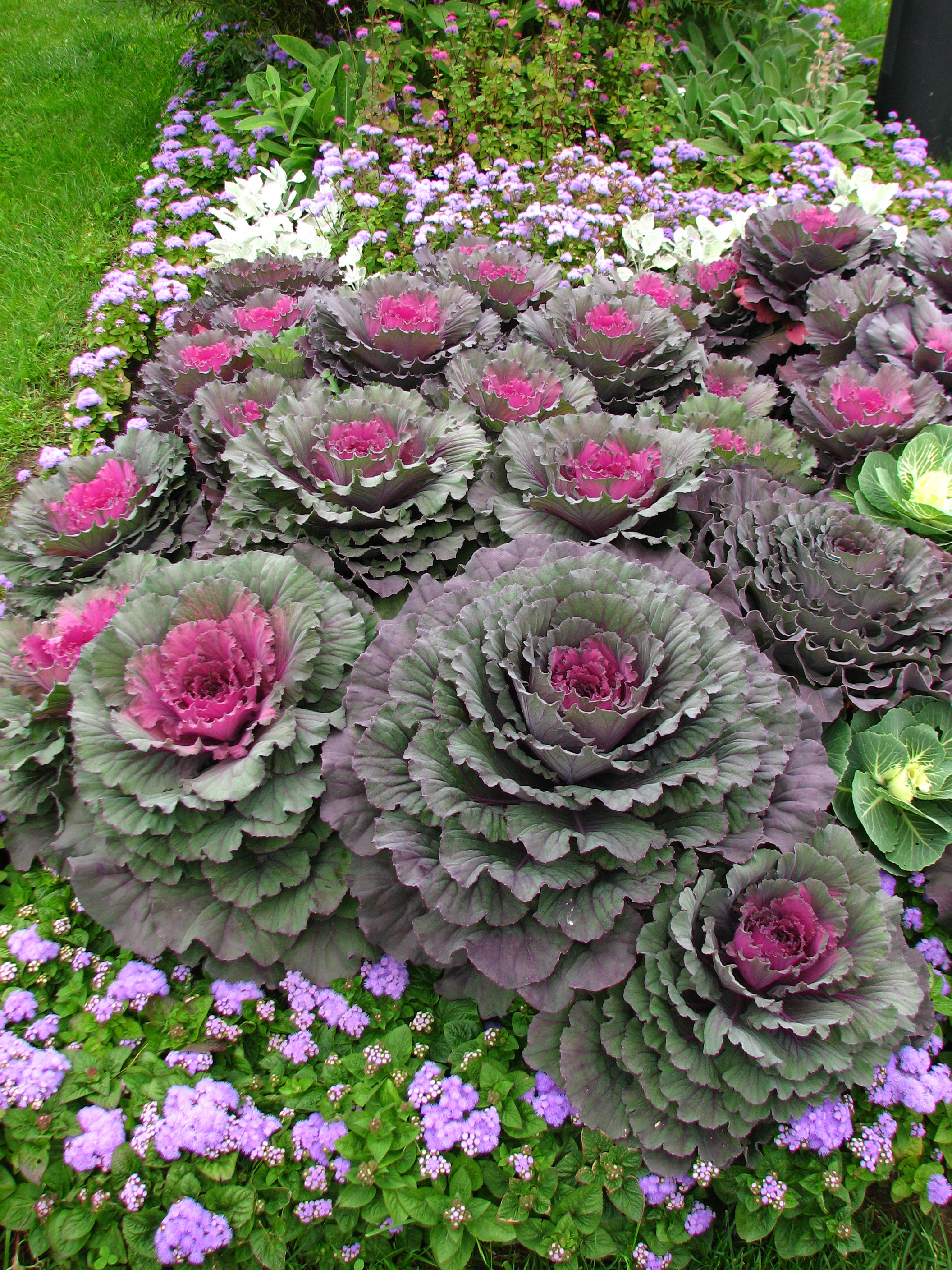
Цветники в Коломенском (Москва)

Кудрявая форма капусты была известна ещё в Древней Греции. Некоторые виды овощной капусты также использовали в декоративных целях. Курчаволистные типы сформировались в центральной и в северной частях Западной Европы.

### Причины интереса в Японии
Впервые сорта, которые были выведены именно для декоративных целей, были получены в Японии в XVII веке. Капуста попала в японскую провинцию Ямато в 1709 году. Изначально она была завезена не для любования, а как овощ, но вкус капусты пришёлся японцам не по нраву, зато они обратили внимание, что её листья окрашиваются в яркие цвета зимой и обладают декоративностью.
Ранее считалось, что первое упоминание декоративной капусты приводится в книге 1778 года «Хондзо Сэйсэйка» (яп. 本草正正譌) натуралиста Кёан Ямаока (яп. 山岡恭安), в которой было зафиксировано название, используемое до сих пор — Хаботан (яп. ハボタン, «листовой пион»), так как розетки на пике своей формы похожи на огромные пионы. Сходство с пионами усиливает цветовая палитра розеток: они бывают двухцветными, нежно-кремовыми, фиолетовыми или пурпурными. По другим источникам первое упоминание «листового пиона» приводится ещё ранее, в книге «Сука дэнсё» (яп. ハボタン, «Биография растений и цветов»)[уточнить], подготовленной Минамото Сирю в 1717 году, в которой перечислены 215 ботанических названия растений. Описание листового пиона также встречается в «Собон тоха-сё» (калабасё) 1735 года: «цвет листьев — лазуритовый, пурпурный или красный, а цветки — жёлтые, как редис».
Существует предположение, что популярности декоративной капусты способствовал тот факт, что в Японии была традиция украшать под Новый год сад пионами, но так как зимой цветы пионов были слишком дорогими (зимние пионы являлись роскошью, требовали специального укрытия и ежедневного кропотливого ухода), простолюдины начали украшать сады «цветами» из капусты, которые были представлены в период Эдо, потому что они были доступны по цене и сохранялись в течение длительного времени. Помимо этого на середину периода Эдо приходится бум садоводства, когда особую популярность получили травянистые растения с цветными пёстрыми листьями, и предпочтение отдавалось двум цветам: красному и белому, поскольку они считались благоприятными. Со временем декоративная капуста стала «классическим садовым растением» (яп. 古典園芸植物) — одной из цветочных культур, которая широко культивируется с эпохи Эдо и соответствует эстетическим стандартам того времени. В наши дни в Японии декоративная капуста часто используется в качестве дополнения в новогоднем украшении кадомацу, появляется как флористический мотив на кимоно, широко применяется в букетах и горшечных композициях.

### Хронология селекции
Выращивание и селекция сортов начались в период Эдо, главным образом в районе Сисибонэ (яп. 鹿骨) в Токио, а в Нагое — с середины периода Мэйдзи, а дальнейшие улучшения были сделаны после Второй мировой войны.
В начале XX века Министерство сельского хозяйства США отправило Говарда Дорсетта в Китай и Японию на поиски новых растений, и декоративная капуста, которую он увидел в Японии, стала одной из его любимых находок. Несколько сортов были завезены в Штаты и к 1936 году стали доступны на массовых рынках.
В 1950-х на рынке Японии были представлены сорта с устойчивыми сортовыми качествами, которые заметно отличались друг от друга. Сегодня они разделены на четыре основные линии, на которые подразделяют декоративные сорта и гибриды:
| Сортотип                                                             | Появление                    | Описание | Фотопример |
| -------------------------------------------------------------------- | ---------------------------- | --- | ---------- |
| Круглолистный тип Токио (яп. 丸葉系, англ. Tokyo Maruha)             | в период Эдо, ~1778 г.       | Первый, самый классический декоративный сортотип, который был выведен в период Эдо и культивируется до сих пор. Розетка округлая, похожа на классическую огородную капусту, листья округлые. Устойчивый к холоду и жаре, наиболее простой в выращивании сортотип. |            |
| Курчавый тип Нагоя Чиримен (яп. 名古屋縮緬系, англ. Nagoya Chirimen) | в период Мэйдзи (1868—1912 ) | Второй сортотип, выведенный в городе Нагоя в период Мэйдзи, у которого появились морщинистые, волнистые, гофрированные листья. Чиримен — разновидность морщинистой ткани, которая изготавливалась вручную для кимоно, и название дано за сходство с морщинистыми листьями. Сортотип был получен путём скрещивания капусты типа Токио с кудрявой капустой (Brassica oleracea var. sabellica), от которой она получила сильно гофрированный лист. Капуста этого сортотипа подходит для выращивание в контейнерах и горшках, но из-за слабой корневой системы не рекомендуется для выращивания в цветниках. |            |
| Круглолистный тип Осака (яп. 大阪丸葉系, англ. Osaka Maruha)         | 1950-е                       | Третий сортосерип, у которого удалось получить более интересную окраску, включающую одновременно три цвета (белый, малиновый и розовый). Сортотип был получен путём скрещивания первых двух, Токио × Нагойя, и продаётся с 1950-х годов. |            |
| Коралловый тип (яп. さんご系, англ. Coral)                           | 1997 г.                      | Четвёртый сортотип, который был получен гибридизацией с «русской красной капустой» — листовой овощной культурой Brassica napus var. pabularia, которую в английском языке называют «Красный русский кейл» (англ. “Red Russian” Kale), хотя она является разновидностью рапса (B. napus). Гибрид доступен на рынке с 1977 года. Листья у представителей кораллового типа сильно рассечённые, имеют узкие глубокие прорези, чем напоминают по внешнему виду ветвистые кораллы, что делает их очень подходящими для декоративных целей.                                                                     |            |

### Гибриды
Первой в мире гибридной капустой была Suteki Kanran F1, выведенная Синохарой Сутеки в 1938 или 1940 году в компании Саката. Хотя это было важным достижением в истории мирового сельского хозяйства, гибрид не попал на рынок, из-за принятия Закона о контроле над семенами во время Второй мировой войны. Первые гибриды F1 крестоцветных появились на рынке к 1950 году, а гибриды декоративной капусты — в 1972 году. Появление сортов F1 с однородными признаками позволило подчеркнуть однородность партерных цветочных клумб, что повысило популярность декоративной капусты как клумбовой культуры. В 1980-х появились сорта кораллового типа с сильно разрезными, рассечёнными листьями, например гибрид F1 Peacock.

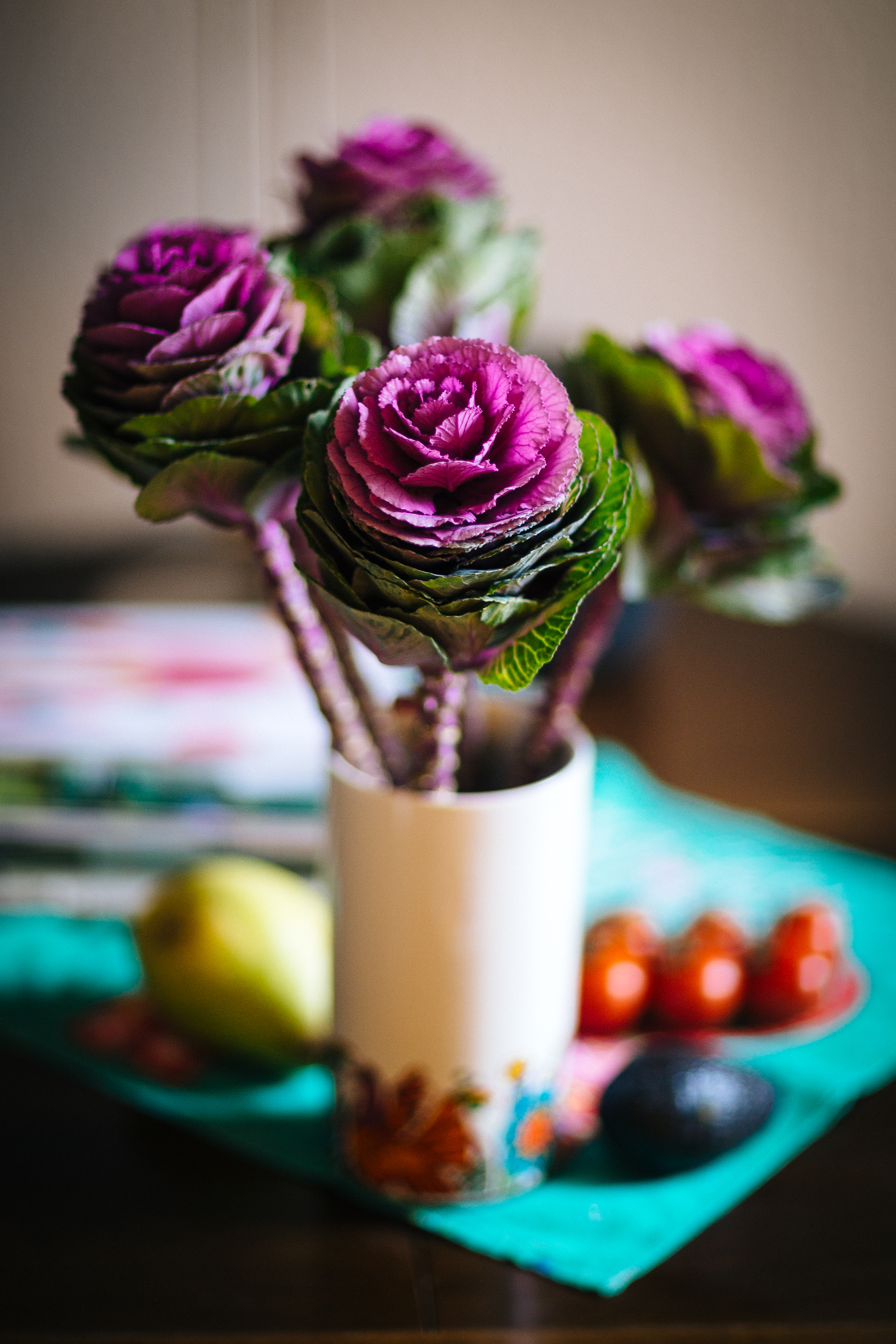
Срезочные гибриды появились в 1990-е и используются для составления букетов

В 1990-х появились срезочные гибриды на высоких стеблях с компактной розеткой. По своему габитусу они подобны и соразмерны другим цветам, которые часто используют для создания букетов. Их стали выращивать как срезочные цветы в коммерческих масштабах (более 10 млн штук в год) и реализовать на нидерландских аукционах, и они стали доступны в цветочных магазинах Европы и Северной Америки.

## Систематика
Единого чёткого подхода к определению группы и её границ не существует. Некоторые сорта выращивают одновременно и в пищевых, и в декоративных целях.
По устаревшей классификации декоративную капусту считали культиварами кудрявой капусты (Brassica oleracea var. sabellica). Сорта декоративной капусты относили к отдельной безголовчатой разновидности Brassica oleracea var. acephala DC., и в частности трёхцветную форму исторически обозначали как Brassica oleracea L. var. acephala f. tricolor Hort. Классификация GBIF не признает эти инфравидовые таксоны и считает их синонимами капусты огородной.
Согласно классификации GRIN декоративная капуста входит в Acephala group — группу сортов капусты, которая не образует кочан, в которую также входит кудрявая, тосканская, листовая и джерсийская капусты. 
Современные культивары (сорта и гибриды), которые выведены в декоративных целях, имели различных «капустных» предков. Розеточные культивары (Ornamental cabbages, тип Токио) был получен селекцией от капусты, которую привезли в Японию из Голландии. Розеточные кучерявые сортотипы (тип Нагоя Чиримен и Осака)— путём гибридизации сортотипа Токио с кудрявой капустой (Brassica oleracea var. sabellica), а листовые культивары (Ornamental kales, Коралловый тип) — путём гибридизации с Brassica napus var. pabularia.

## Использование

### В ландшафтном дизайне

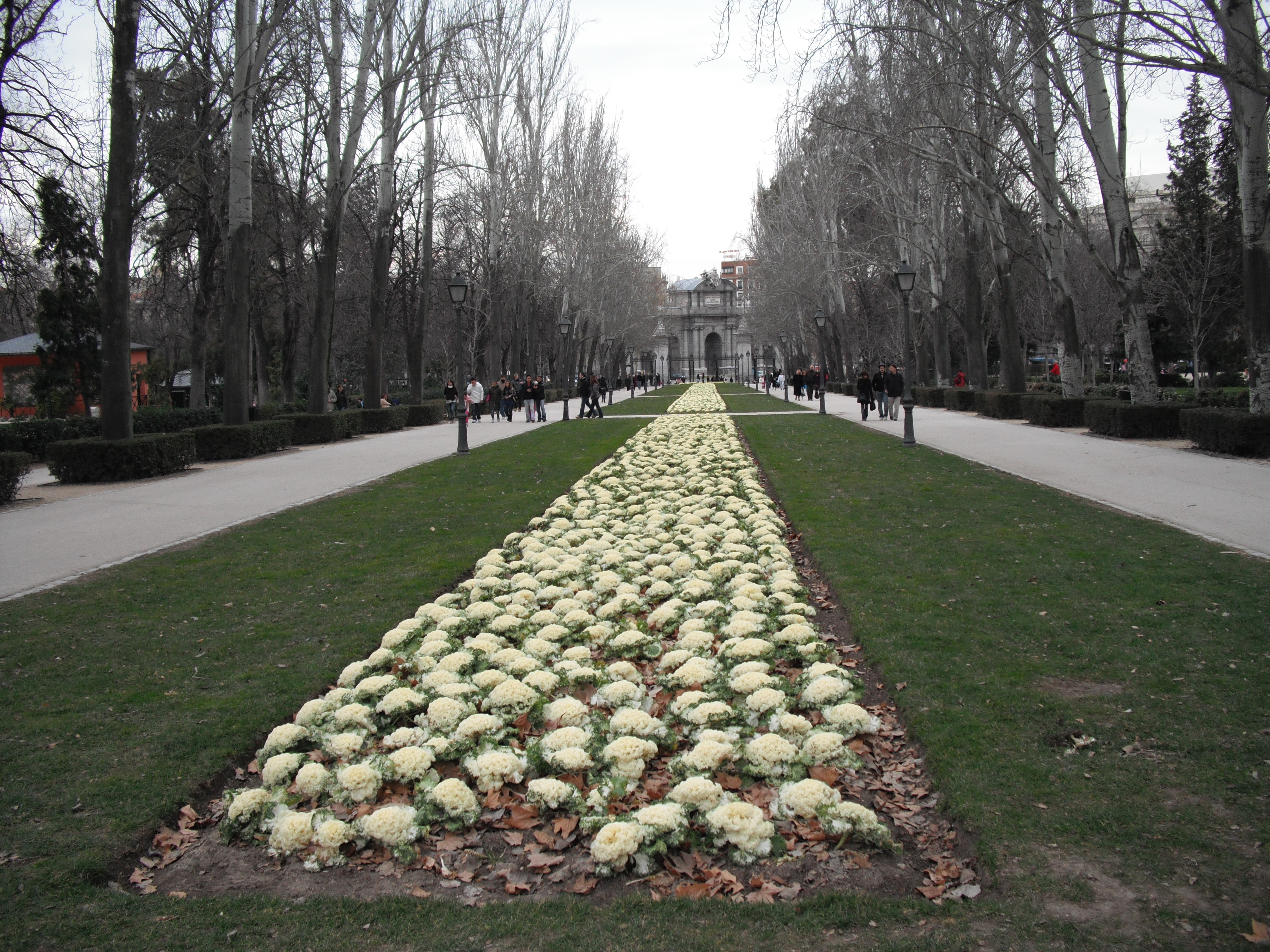
Цветник из монопосадки капусты в парке Буэн-Ретиро, Мадрид, Испания

Декоративная капуста является отличным элементом для осеннего и зимнего оформления садов, парков и городских территорий. Она особенно популярна в странах с холодным климатом, так как способна выдерживать легкие заморозки и сохранять свою привлекательность в течение длительного времени. Её яркие листья создают красочные акценты в ландшафтном дизайне и прекрасно смотрятся на фоне других растений.
Её можно использовать как в открытом грунте для создания цветников, клумб, бордюров, декоративных огородов, так и в качестве горшечной культуры в вазонах, контейнерах, балконных ящиках и подвесных кашпо для украшения сада, входных групп, террас и балконов. Кашпо с капустой могут быть использованы как сезонное украшение интерьера или как элемент сервировки стола. Капуста может быть использована как в монопосадках, так в сочетаниях с другими декоративными садовыми растениями.

### Во флористике

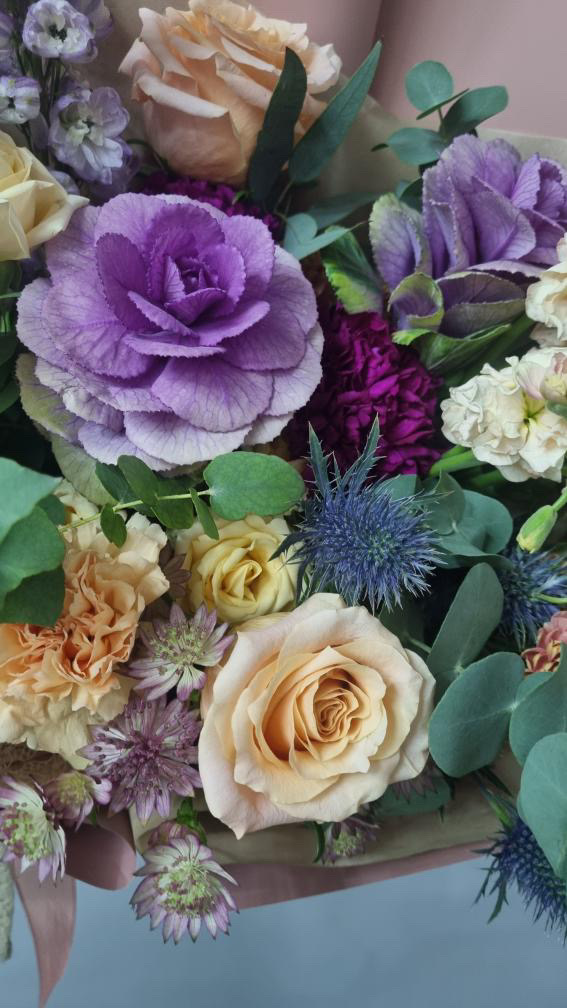
Фрагмент букета с декоративной капустой. Помимо капусты используются розы, астранции, синеголовник, левкой седой, гвоздики и побеги эвкалипта

Капуста используется для букетов (в том числе для свадебных букетов), гирлянд, венков, бутоньерок, для декора сервировки стола. Капуста является долговечной срезочной культурой, которая может простоять в вазе до двух недель. Имеются и специальные гибриды на срезку, у которых некрупная розетка листьев расположена на довольно высоком стебле, подобно цветку розы или пиона. На рынке флористического материала существуют искусственно покрашенные побеги капусты. Для продления срока декоративности в вазе важно зачистить стебель от листьев, чтобы не провоцировать рост бактерий в воде. К недостатку капусты относится тот факт, что со временем вода в вазе приобретает неприятный запах. Поэтому желательно менять воду раз в несколько дней. Срез стебля лучше сделать по диагонали, и чем длиннее стебель, тем больше должна быть площадь среза. Следует обновлять срез раз в несколько дней для продления декоративности.

### В кулинарии
Декоративная капуста съедобна, но обычно не используется в пищу, так как её селекция была направлена на улучшение декоративности, а не вкусовых качеств. В то же время тот факт, что её листья часто ярко окрашены, увеличивает их пищевую ценность. По горьковатости и вкусовым нюансам она похожа на листовую капусту кале. По мере созревания листья могут становиться горькими и жёсткими, но при наступлении осенних заморозков теряют горьковатый привкус, поэтому для удаления горечи можно подвергнуть собранные листья заморозке. Листья капусты могут быть использованы для украшения блюд, подобно тому, как для украшения используют съедобные цветки. Не рекомендуется использовать в пищу декоративную капусту, выращенную для продажи в коммерческих питомниках, поскольку для декоративных растений применяются удобрения, пестициды, фитогормоны, стимуляторы и другие препараты, которые не предназначены для съедобных культур.

## Выращивание
Агротехника мало отличается от агротехники капусты белокочанной. Декоративную капусту можно вырастить как в открытом грунте, так и в горшках или контейнерах. Для успешного роста растения необходимо обеспечить несколько условий:
- Местоположение: капуста предпочитает солнечные участки[1], но способна переносить легкую тень. При недостатке освещения может терять яркость окраски[1] или чрезмерно вытягиваться.
- Почва: растение требует плодородных, хорошо дренированных почв с нейтральной или слабокислой реакцией. Подкормки должны быть умеренными, так как при избытке азотных удобрений капуста будет интенсивно наращивать вегетативную массу, но в ущерб декоративной сортовой окраске[11].
- Полив: капуста является влаголюбивой культурой[5], нуждается в регулярном поливе[11], особенно в жаркую погоду[18]. Однако следует избегать застойных вод. Для сохранения влаги в почве поверхность почвы можно замульчировать[5].
- Температура: капуста хорошо переносит холода и плохо переносит жару; как и огородная капуста, декоративная капуста является холодолюбивой культурой[55][18]. Рассада капусты не любит жару[6]. При высоких температурах капуста склонна к стрелкованию[27]. Длительное понижение температуры весной при выращивании рассады также вызывает яровизацию, что вызывает образование цветоносов[11]. При температуре выше +26 °C капуста прекращает рост[18]. При низких температурах осенью листья капусты приобретают более яркие цвета. Более того, даже после гибели растения от мороза розетка капусты сохраняет декоративность до −12° C[5], что делает её популярной осенней и зимней культурой (например, используется как «зимний однолетник» в контейнерном озеленении).
- Пересадка: культура легко переносит пересадку, если растение выращивалось в хороших условиях[5].

### Размножение
Декоративную капусту обычно размножают семенами. Посев производится весной, когда минует угроза заморозков, или в начале лета, если растения выращиваются как однолетники. Семена высаживаются в рыхлую почву на глубину 1–2 см. После появления двух настоящих листочков (не семядольных) растение пикируют.
Также возможно вегетативное размножение черенками. Если капуста сохранилась на второй год, или если была удалена верхушка основного побега, то обычно у «кочерыжки» просыпаются боковые почки и формируются боковые розетки. Их можно отделить и укоренить заново.

### Вредители и болезни
Декоративная капуста подвержена таким же болезням, что и капуста огородная.

#### Бактерии и вирусы
В условиях сильной влажности и плохой вентиляции капуста может поражаться чёрной гнилью (слизистым бактериозом крестоцветных культур), вызываемой бактерией Xanthomonas campestris pv. campestris (Pammel) Dowson.

#### Грибковые заболевания
При поливе слишком холодной водой и излишней влажности субстрата может поражаться грибковыми заболеваниями: прикорневую гниль вызывают грибки Fusarium spp., фомоз — грибок Leptosphaeria maculans, чёрную ножку капусты — грибки Rhizoctonia solani, Thanatephorus cucumeris, Pythium debaryanum и Olpidium brassicae, чёрную пятнистость капусты (альтернариоз) — вызывает грибок альтернария капусты (Alternaria brassicae (Berk.) Sacc.), ложную мучнистую росу (пероноспороз) — грибок Hyaloperonospora brassicae. И наоборот, в условиях сильной сухости и тепла может развиваться мучнистая роса, которую вызывает грибок Erysiphe cruciferarum.
Для профилактики следует обеспечить хорошую вентиляцию и оптимальную влажность среды, изолировать поражённые растения. Для борьбы используют соответствующие фунгициды.

#### Насекомые-вредители
К насекомым-вредителям относятся гусеницы капустной белянки (Pieris brassicae), капустной моли (Plutella xylostella), жуки крестоцветной блошки (Phyllotreta cruciferae). Личинки весенней (Delia radicum) и летней (Delia floralis) капустных мух живут в корнях капусты (и других видов крестоцветных) и могут приносить значительный вред. Наружные листья могут незначительно поражаться капустной тлёй (Brevicoryne brassicae) и белокрылкой капустной (Aleyrodes proletella), которые питаются соком из листьев.
Для профилактики и борьбы с насекомыми используются соответствующие химические пестициды. Против гусениц можно использовать биологические препараты на основе бактерий Bacillus thuringiensis. Для отпугивания насекомых-вредителей можно высадить рядом растения-репелленты с сильным запахом: бархатцы, пижму, календулу лекарственную, настурцию и петунию. Также применяются биологические средства борьбы — привлечение в сад энтомофагных птиц, животных и насекомых, которые поедают насекомых-вредителей.

#### Моллюски-вредители
Листья могут поедать садовые улитки и слизни. Для борьбы применяют моллюскоциды, собирают вредителей вручную или мульчируют почву неприятным для моллюсков материалом.

## Некоторые сортолинии

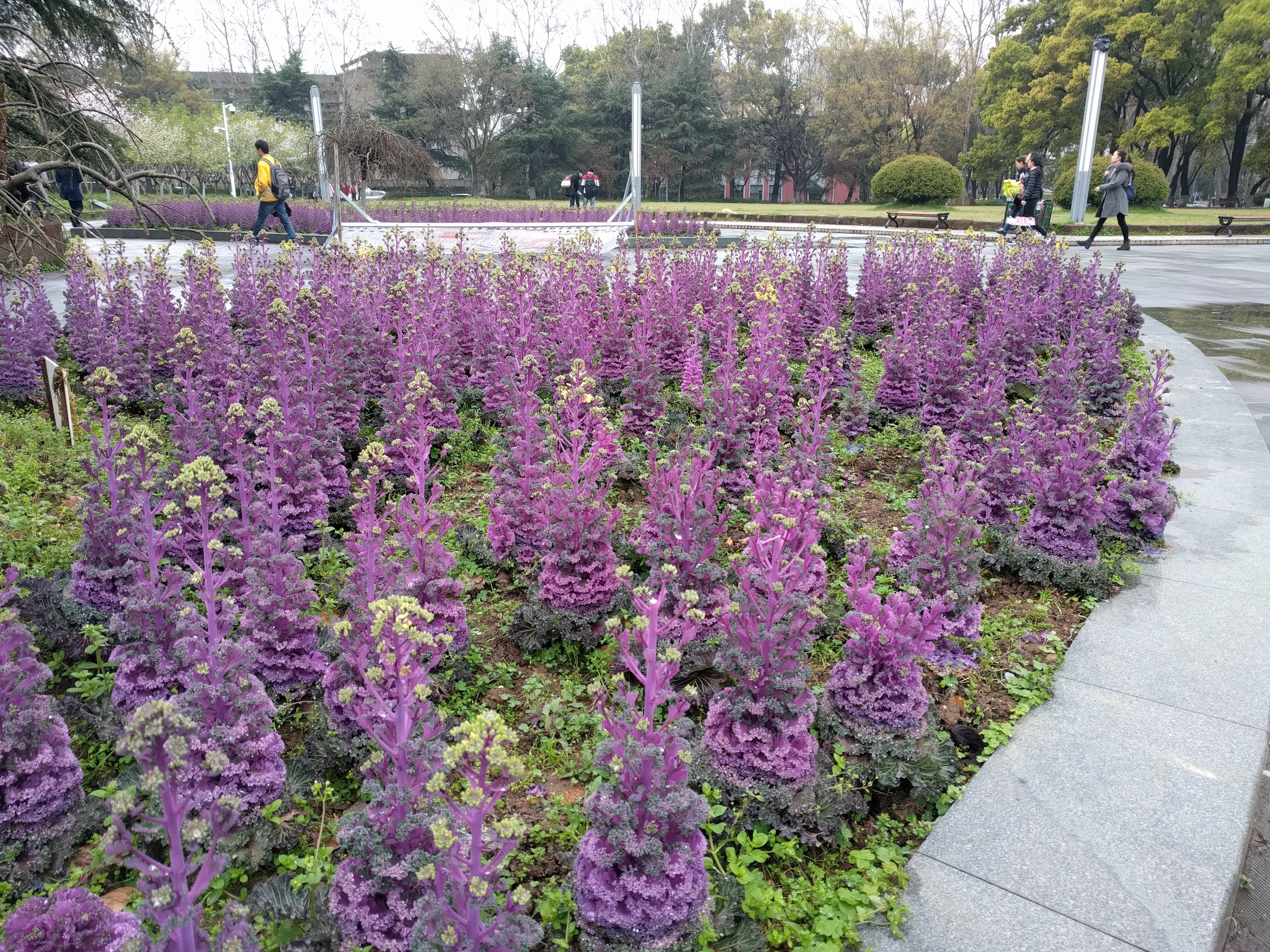
Иногда культивары имеют настолько причудливый внешний вид, что в их инопланетном облике трудно признать капусту. Цветник в Центрально-китайском педагогическом университете, г. Ухань, провинция Хубэй, Китай

- Color Up (с англ. — «цветной вверх») — серия сортов с вертикальным ростом, колоновидной формой, зелёными листьями и окрашенной серединкой белого, нежно-розового или цвета фуксии[27]. Окраска 'Purple' является самой яркой в группе с центром цвета фуксии, окраска 'Pink' — «сладкие» оттенки жевательной резинки, 'White' — кремовый цвет слоновой кости среди насыщенных зелёных оттенков[67].
- Crane (с англ. — «журавль») — серия гибридов международной компании Takii Seed с японскими корнями, предназначенных для срезки. Розетка округлая, компактная, до 12 см диаметром, похожа на цветок розы, на высоком стебле[68]. Высота 50—90 см[67][69]. Такая форма позволяет использование в букетах, так как по своим размерам соразмерна популярным срезочным цветам[70]. Существуют около девяти видов окраски листьев ('Crane Red', 'Crane White', 'Crane Pink' и пр.)[67][4], а также производная линия Crane Feather с сильно рассечёнными бахромчатыми листьями[51], Crane Ruffle с волнистыми листьями[71] и Crane Queen с «лохматыми» изрезанными листьями, которые делают капусту похожей на подводное растение[72]. При выращивании на срезку следует удалять нижние листья и натягивать сетку, чтобы получить высокий прямой стебель[51][73]. Удаление нижних листьев также защищает срезочные сорта от вредителей[51].
- Crystal (с англ. — «Кристал») — листья глянцевые и менее восковые, чем у других сортов декоративной капусты, рано приобретают насыщенную цветную окраску[67]. Листья имеют слегка волнистый и закрученный край. Диаметр розетки 30—36 см, высота 20—30 см[74]. Окраска 'Crystal Snow' имеет яркие внутренности цвета слоновой кости с бледно-розовыми центрами, а внешние листья тёмно-зелёные с белым жилкованием[67]. Также существуют окраски 'Red' — красный центр с зелёным краем, 'Pink' — розовый центр розетки с зелёным краем, 'Deep Red' — свекольный центр розетки с темно-зелёным краем[75].
- Empire (с англ. — «империя») — серия гибридов нидерландской компании Evanthia B.V., предназначенных для срезки. Отличается компактной, округлой листвой, маскирующейся под лепестки роз. Стебель не менее 80 см. Существует около 20 сортов, названных женскими именами (Agathana, Arina, Katinka, Katya, Ksenia, Luba, Olga[4], и пр.), различной окраски и с круглолистными, зубчатыми и бахромчатыми листьями[76].
- Nagoya (с англ. — «Нагоя») — серия классически карликовых гибридов[77], полученная путём скрещивания капусты типа Токио с кудрявой капустой (Brassica oleracea var. sabellica), от которой она получила сильно гофрированный лист с фестонно-курчавым краем. Диаметр розетки 30—41 см, высота растения 15—30 см[78]. Подходит для контейнерного озеленения.
- Osaka (с англ. — «Осака») — классическая сортолиния, быстрорастущий компактный сорт, полуволнистые листья вокруг плотно упакованной, компактной головки[27]. Листья слегка волнистые с слегка зазубренными краями. Розетка похожа на цветок розы[1]. Эффектные прожилки и стебли подчёркивают листья ярким вишнёвым и розовым цветом[67].
- Peacock (с англ. — «павлин») — серия компактных гибридов компании Takii Seed. Растения имеют глубоко рассечённые[11], ажурные перистые красные или белые листья[27]. Розетка похожа на экзотический цветок или коралл[1], расположена низко от земли, высота стебля 20—30 см[79] при общей высоте растения 35—40 см[69]. Существуют окраски Red и White.
- Pigeon (с англ. — «голубь») — серия карликовых гибридов с круглыми листьями, округлая розетка приплющена[27], похожа на многолепестковую розу. Диаметр розетки до 25 см, оптимальна для выращивания в горшках[69]. Существуют различные окраски: «Purple» (фиолетово-пурпурный) и «Victoria» (бледно-розовый, белый и зелёный), «Red» и «White»[67].
- Red Acre (с англ. — «красный акр») — кочанная капуста, которая используется в пищу, но её часто используют в декоративных целях, выращивают в контейнерах или на грядках в декоративных огородах. Образует небольшой шаровидный кочан с фиолетово-пурпурными переливами[67].
- Redbor — высокорослый гибрид листовой капусты с тёмно-пурпурными курчавыми листьями[51]. Растёт вертикально на крепких стеблях, высота 45—60 см[80], хотя может достигать высоты 120 см[81]. Может быть использован в пищу[51].
- Songbird (с англ. — «Певчая птица») — отличается большим количеством листьев, которые расположены симметрично по окружности[67]. Каждый округлый лист выпукло выгнут, и край листа кудрявый, мелкогофрированный.
- Tokio (с англ. — «Токио») — классическая сортолиния, розетка плотно набитая[1], почти идеально округлой формы, с гладкими сине-зелёными наружными листьями и нежно-розовой, красной или белой сердцевиной[27]. Листья волнисто-гофрированные[1].
- Winterbor — сорт кудрявой капусты, который может выращиваться в декоративных целях. Листья голубовато-зелёные[51],

## Галерея

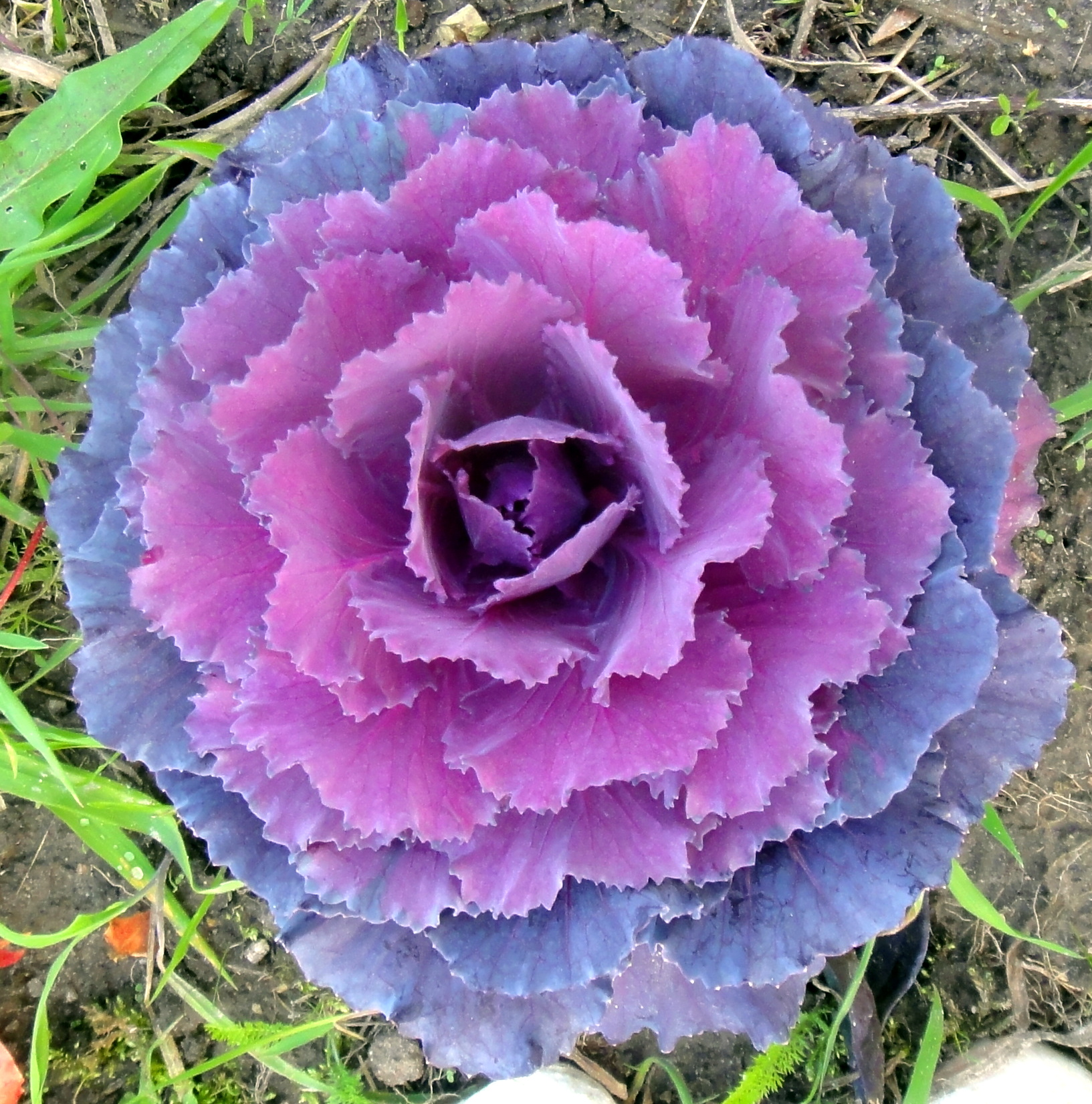
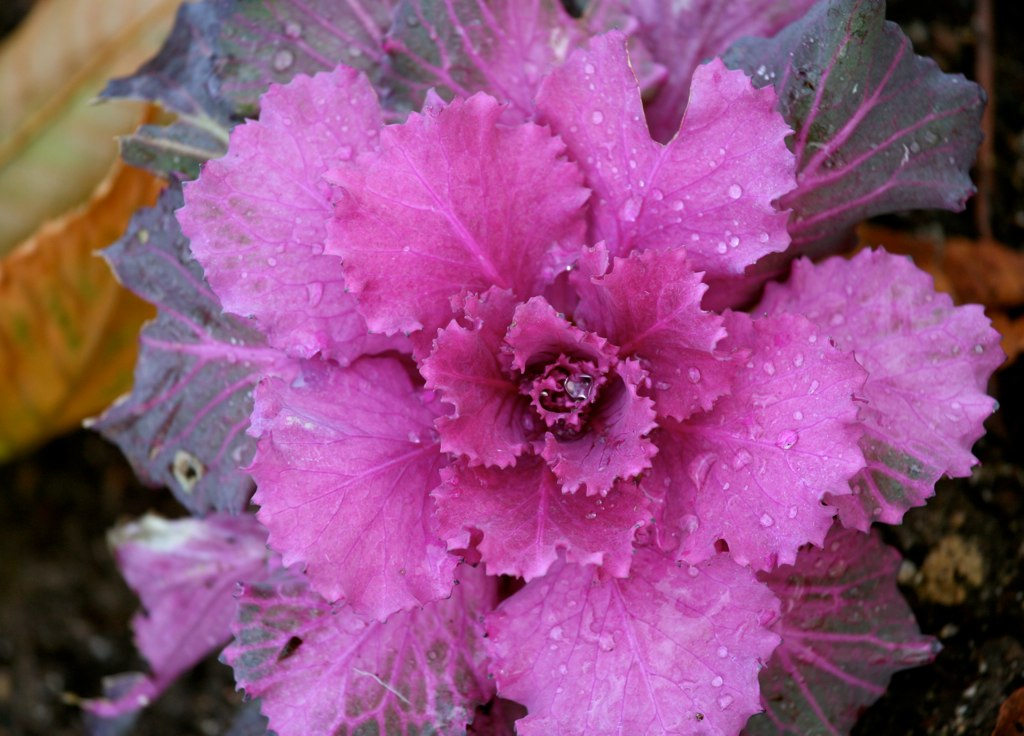
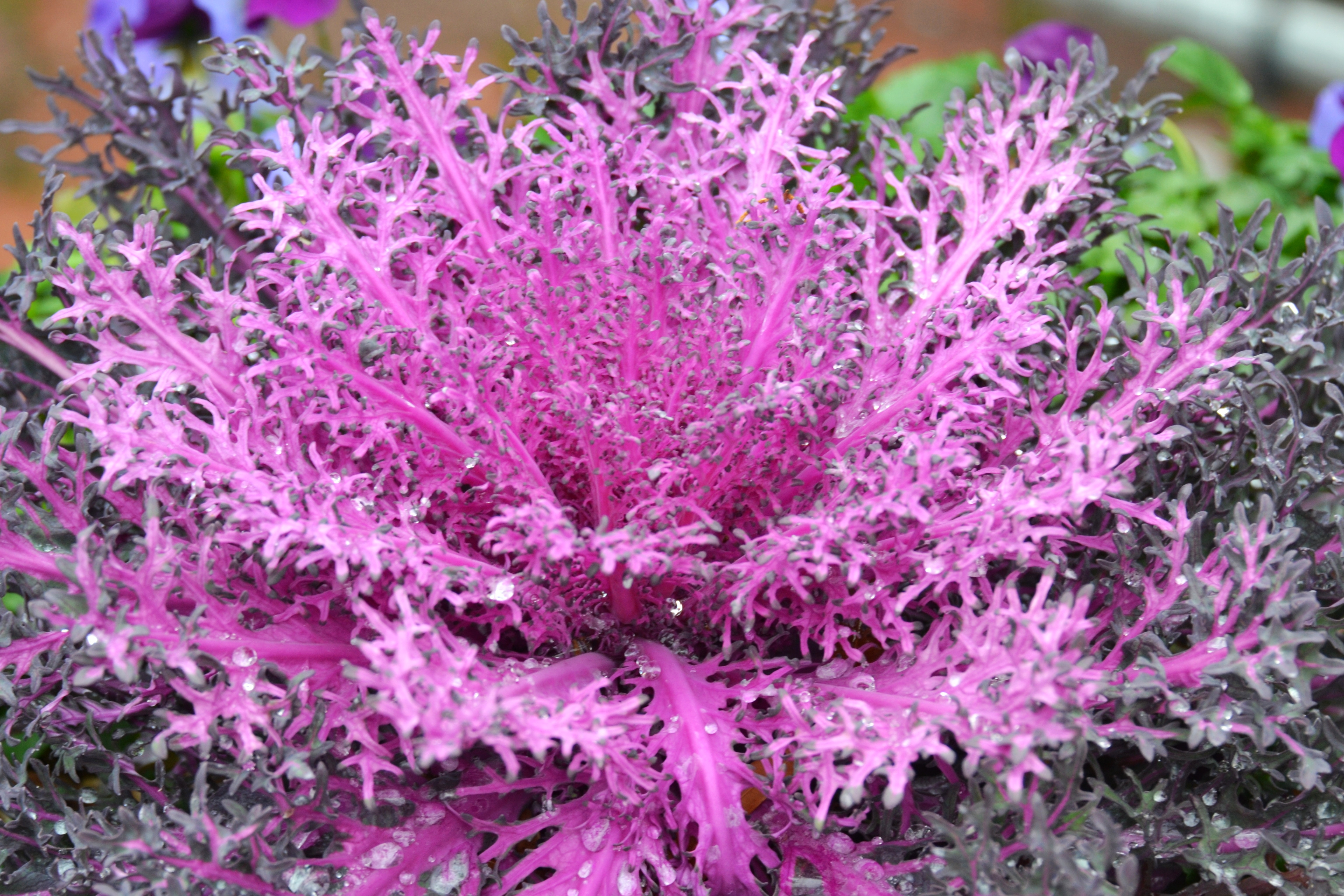
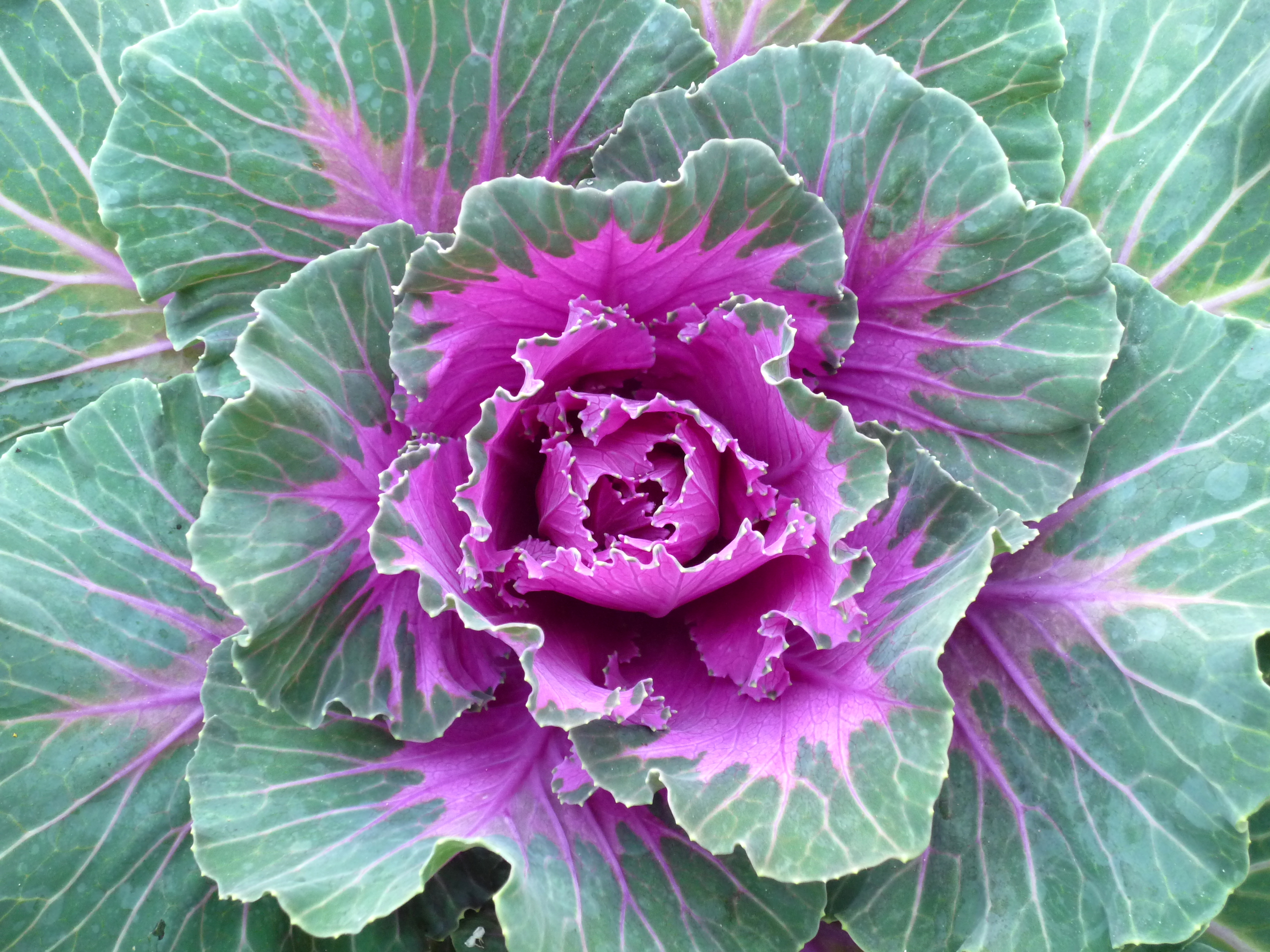
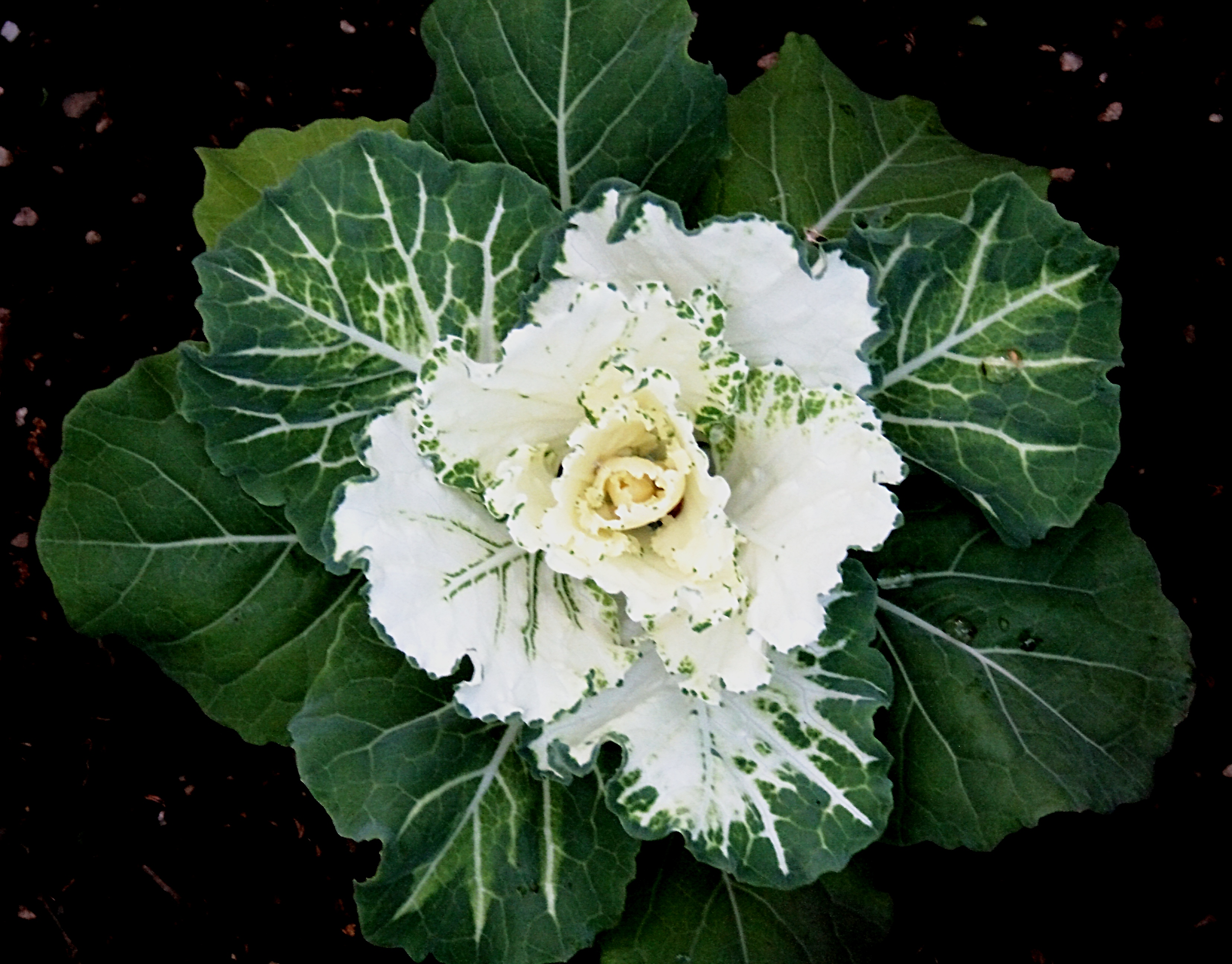
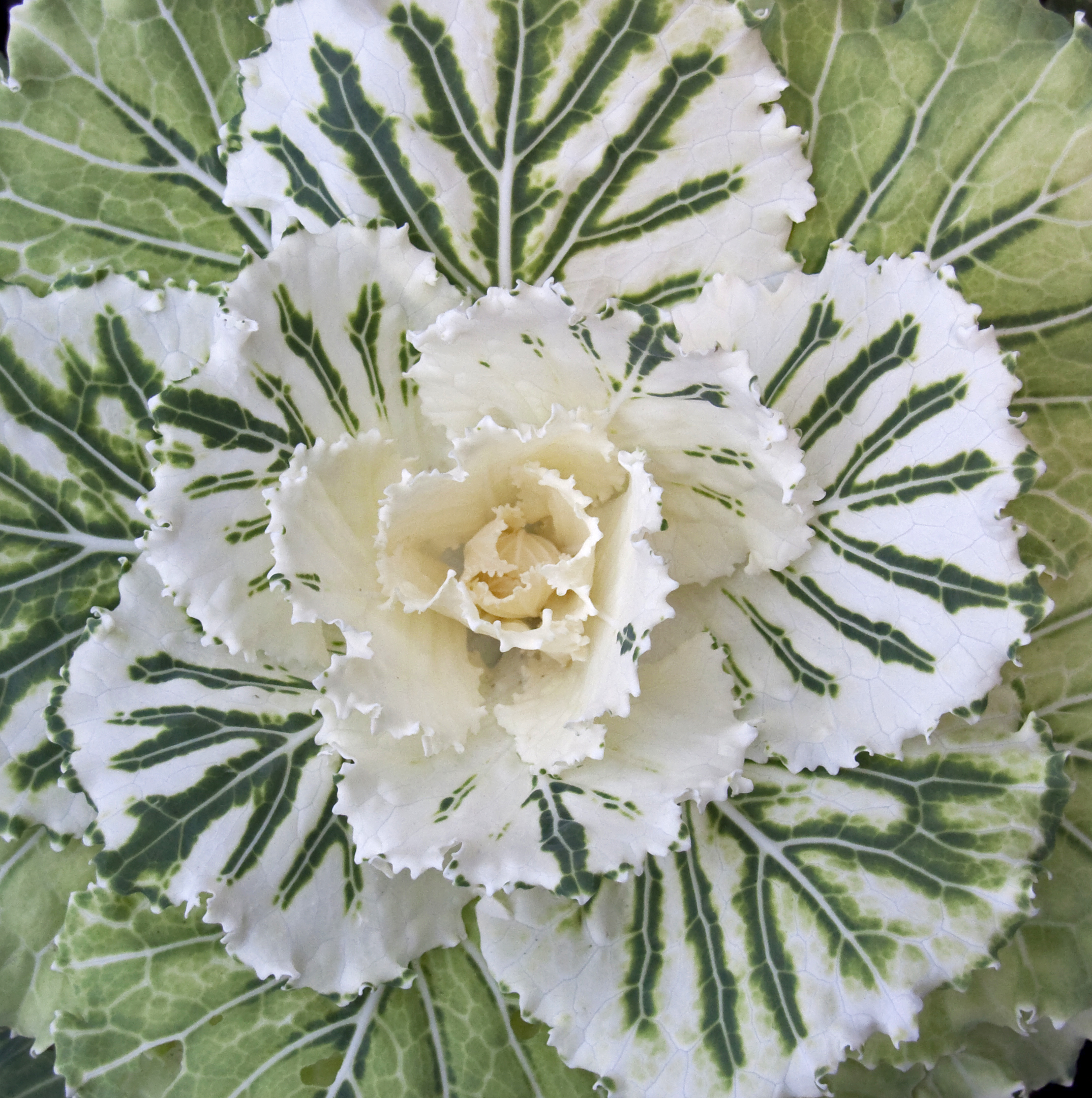
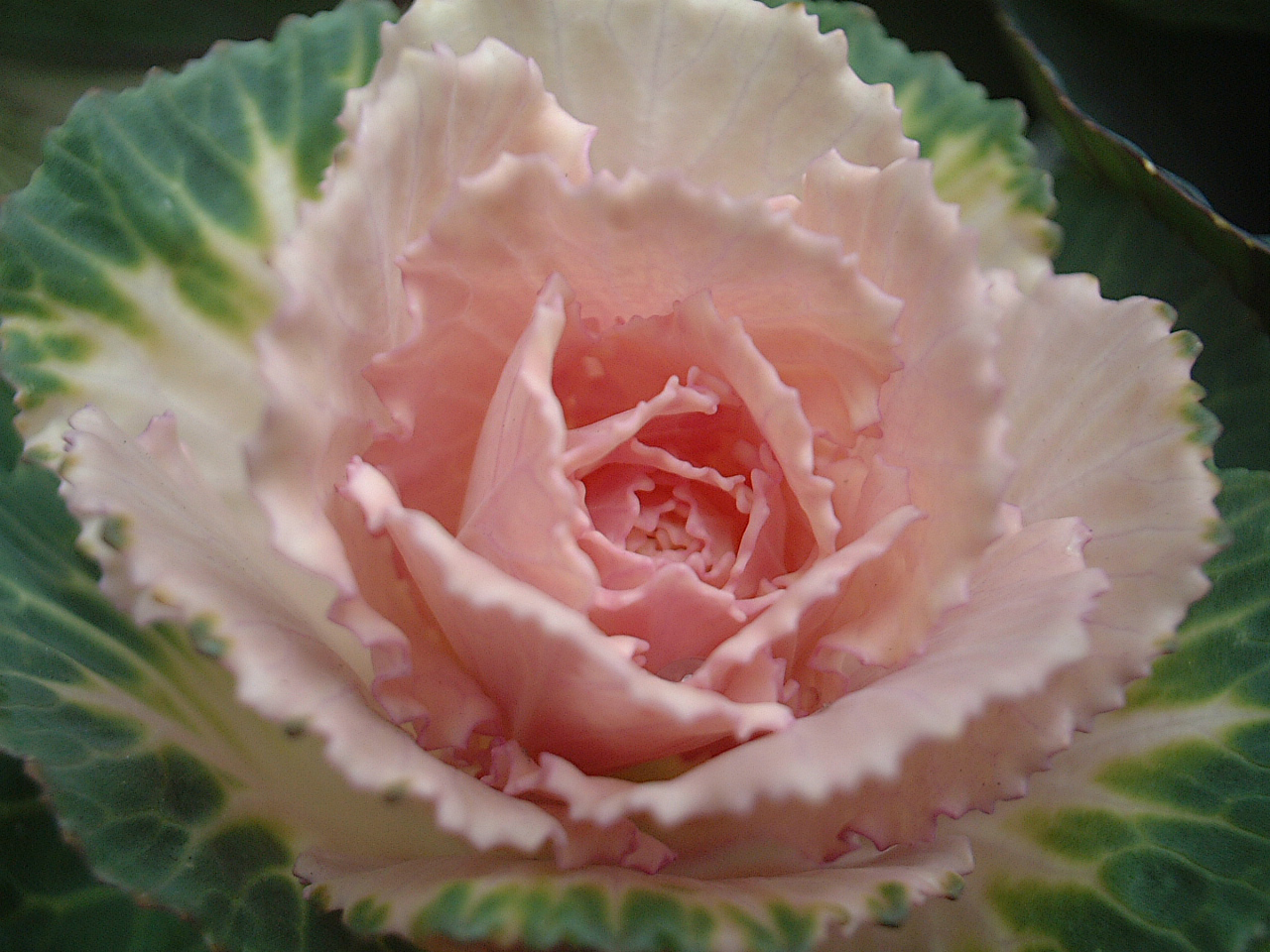
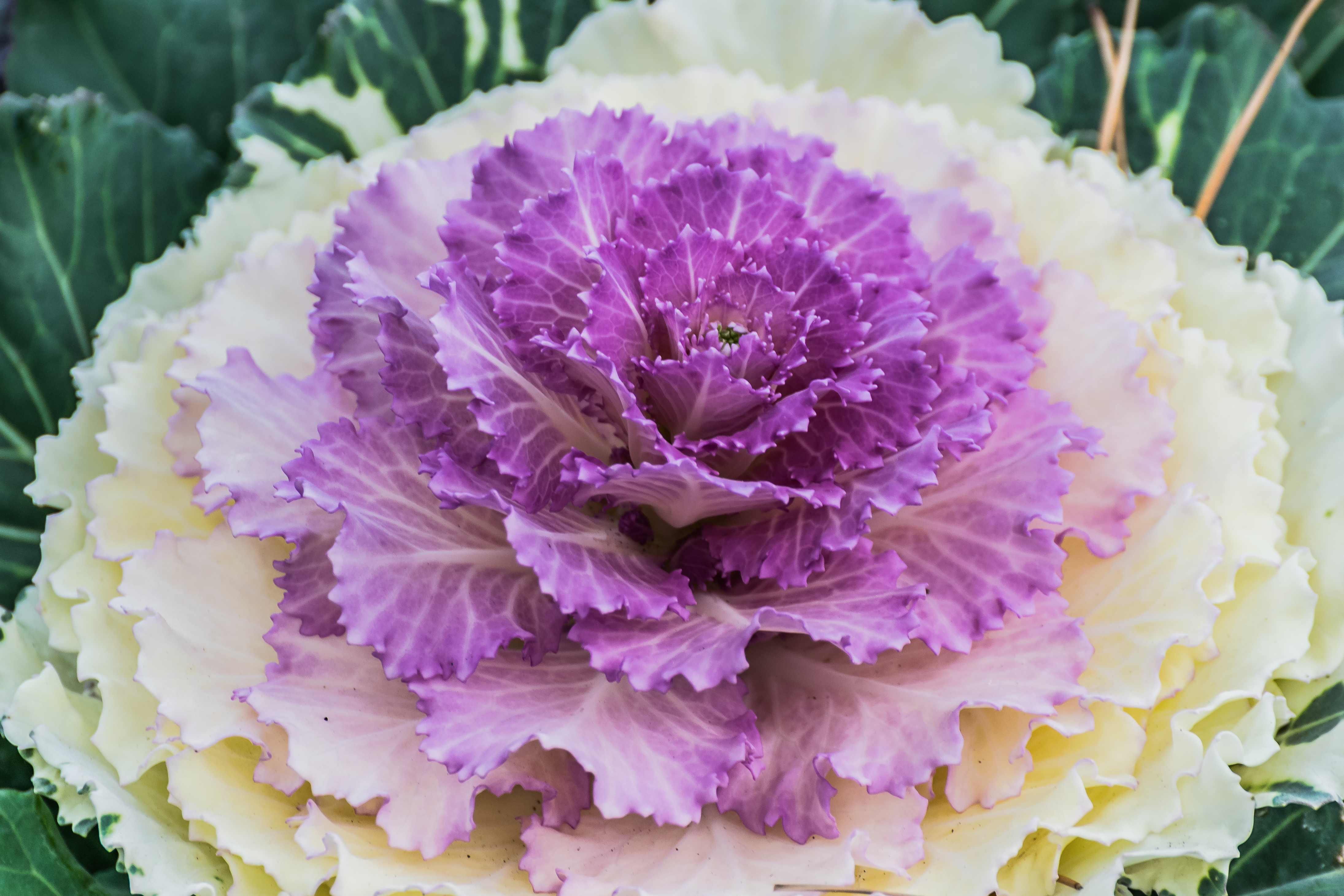
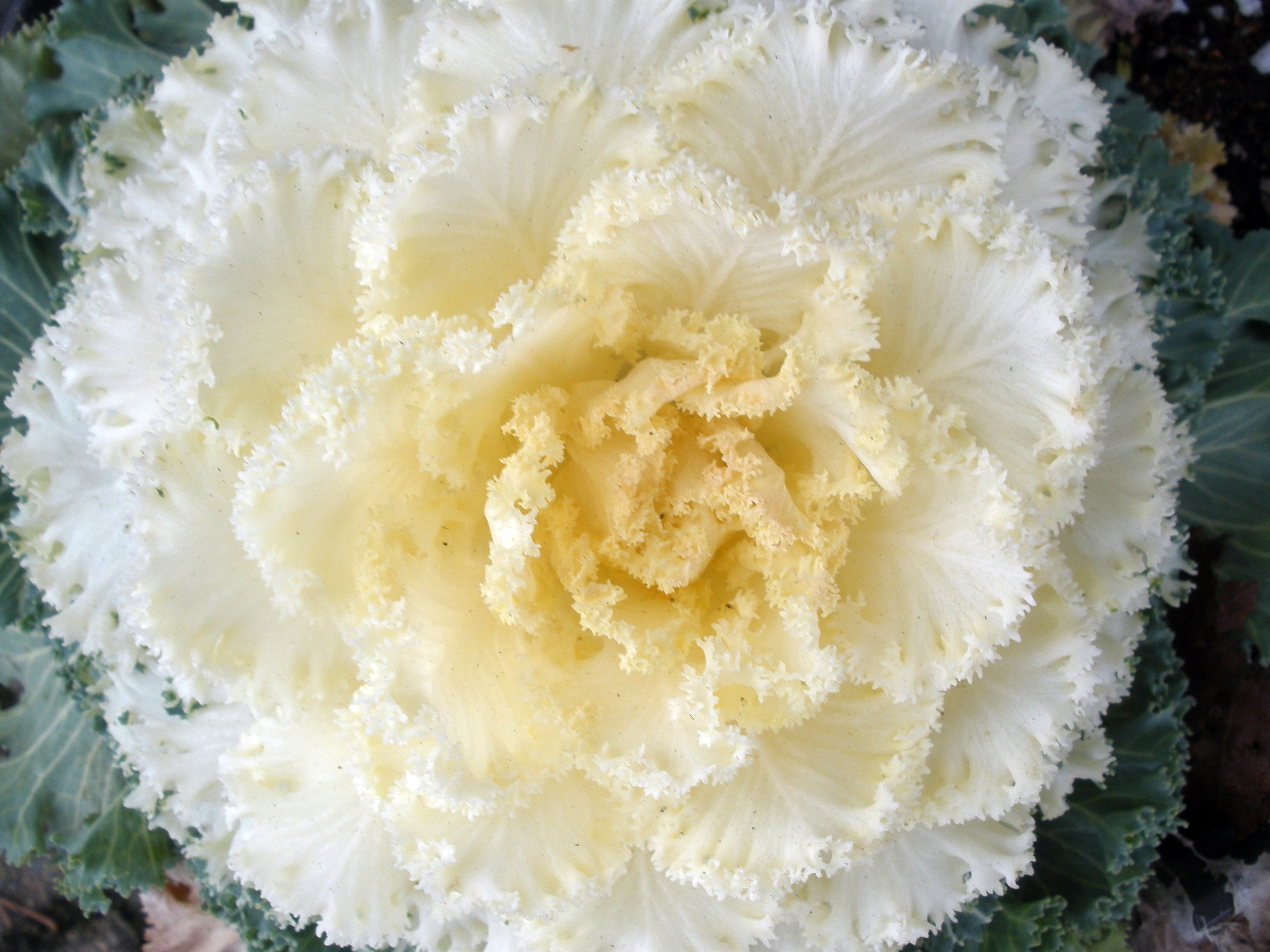

### Веб-сайты
- Шумовская Татьяна. Осенняя королева — декоративная капуста. Интернет-портал «Ботаничка». ИП Шиняев Борис Евгеньевич (5 октября 2018). Дата обращения: 21 декабря 2024.
- Пцкиаладзе Сабрина. Капуста — украшение участка. Интернет-портал «Ботаничка». ИП Шиняев Борис Евгеньевич (7 августа 2010). Дата обращения: 21 декабря 2024.
- Костюченкова Вера. Советы садоводам. Коралловый сад — декоративная капуста. Газета «Центр города Слободской». ООО «Центр города» (21 декабря 2023). Дата обращения: 24 декабря 2024.
- Кудрина Ирина. Декоративная капуста: кружева и рюши в цветнике до зимы. 7dach.ru. Воронеж: ООО «7 Дач» (17 ноября 2017). Дата обращения: 24 декабря 2024.
- Katherine Rowe.  Sarah Jay: 11 Varieties of Ornamental Cabbage for Your Fall Garden (англ.). Epic Gardening. Epic Gardening (9 сентября 2024). Дата обращения: 24 декабря 2024.
- Susan Mahr. Ornamental Cabbage and Kale, Brassica oleracea (англ.). Wisconsin Horticulture. Висконсинский университет в Мадисоне (2019). Дата обращения: 24 декабря 2024.
- Brassica oleracea (Ornamental Cabbage and Kale Group) (англ.). Plant Finder. Help for the Home Gardener. Missouri Botanical Garden (октябрь 2011). Дата обращения: 25 декабря 2024.
- katou. ハボタン Brassica rapa アブラナ科 Brassicaceae (яп.). mikawanoyasou.org. Flora of Mikawa (октябрь 2020). Дата обращения: 27 декабря 2024.

### Книги
- Бензакейн Эрин, Чай Джули, Уэйт Мишель. Декоративная капуста // Цветочный сад: год в окружении прекрасных растений = Floret Farm's Cut Flower Garden: Grow, Harvest, and Arrange Stunning Seasonal Blooms / пер. с анг. А. Васильевой. — М.: Манн, Иванов и Фербер, 2019. — С. 214–217. — 304, илл с. — ISBN 578-5-00117-920-7.

### Видео
- Дуброва О. Н. Как вырастить декоративную капусту из семян? (видео). Канал Procvetok на YouTube. Ботанический сад НАН Беларуси, Минск: ООО «Садовая Коллекция» (24 апреля 2019). Дата обращения: 29 декабря 2024.
- Edward Sourdiffe. Ornamental cabbage & Kale & Winter Frost (англ.) (video). WWLP[англ.] channel on YouTube. NBC (15 октября 2014). Дата обращения: 30 декабря 2024.
- Janette. Top Tips when using Brassica or decorative cabbages (англ.) (video). Kay's Flower School channel on YouTube. Kay's Flower School (3 января 2021). Дата обращения: 30 декабря 2024.